# Piąty rząd Kazimierza Bartla
Piąty rząd Kazimierza Bartla – rząd pod kierownictwem premiera Kazimierza Bartla, w skład którego weszli głównie ministrowie z gabinetu Kazimierza Świtalskiego – zmieniono tylko czterech z nich. 
Gabinet powołany został przez prezydenta Ignacego Mościckiego 29 grudnia 1929 roku.
Rząd upadł 17 marca 1930 roku. Pretekstem podania rządu do dymisji przez premiera Bartla, było przegłosowanie w Sejmie, przez partie Centrolewu i endecji, wotum nieufności wobec ministra pracy i opieki społecznej Aleksandra Prystora.

## Skład rządu
- premier – Kazimierz Bartel
- minister spraw wewnętrznych – Henryk Józewski
- minister spraw zagranicznych – August Zaleski
- minister spraw wojskowych – marszałek Polski Józef Piłsudski
- minister wyznań religijnych i oświecenia publicznego – Sławomir Czerwiński
- minister przemysłu i handlu – inż. Eugeniusz Kwiatkowski
- minister reform rolnych – Witold Staniewicz
- minister komunikacji – Alfons Kühn
- minister poczt i telegrafów – Ignacy Boerner
- minister robót publicznych – Maksymilian Matakiewicz
- minister pracy i opieki społecznej – Aleksander Prystor
- kierownik Ministerstwa Skarbu – Ignacy Matuszewski
- kierownik Ministerstwa Sprawiedliwości – Feliks Dutkiewicz
- kierownik Ministerstwa Rolnictwa i Dóbr Państwowych – Wiktor Leśniewski  (do 16 stycznia 1930)

## Zmiany w rządzie
- 16 stycznia 1930 roku nowym ministrem rolnictwa i dóbr państwowych został Leon Janta Połczyński.